# Schedenowka
Schedenowka (russisch Жеденовка) ist ein Dorf (selo) in der Oblast Kursk in Russland. Es gehört zum Rajon Chomutowka und zur Landgemeinde (selskoje posselenije) Kalinowski selsowjet.

## Geographie
Der Ort liegt gut 114 km Luftlinie westlich des Oblastverwaltungszentrums Kursk im südwestlichen Teil der Mittelrussischen Platte, 7 km südlich des Rajonverwaltungszentrums Chomutowka, 5 km vom Sitz des Dorfsowjet – Kalinowka, 10,5 km von der Grenze zwischen Russland und der Ukraine, am Fluss Podusady (Nebenfluss der Amonka im Becken des Seim).

### Klima
Das Klima im Ort ist wie im Rest des Rajons kalt und gemäßigt. Es gibt während des Jahres eine erhebliche Niederschlagsmenge. Dfb lautet die Klassifikation des Klimas nach Köppen und Geiger.

## Bevölkerungsentwicklung
| Jahr | Einwohner |
| ---- | --------- |
| 2002 | 256       |
| 2010 | 216       |

Anmerkung: Volkszählungsdaten

## Verkehr
Schedenowka liegt 9 km von der Fernstraße föderaler Bedeutung M3 Ukraina (Moskau – Kaluga – Brjansk – Grenze zur Ukraine), 9 km von der Straße A 142 (Trosna – M3 Ukraina), 2,5 km von der Straße regionaler Bedeutung 38K-040 (Chomutowka – Rylsk – Gluschkowo – Tjotkino – Grenze zur Ukraine), 4,5 km von der Straße 38K-034 (А142 – Kalinowka – M3 Ukraina), 3,5 km von der Straße interkommunaler Bedeutung 38N-116 (Kalinowka – Amon), an der Straße 38N-701 (38K-040 – Schedenowka) und 35,5 km vom nächsten Bahnhof Esman (Eisenbahnstrecke Chutir-Mychajliwsky – Woroschba) entfernt.
Der Ort liegt 197 km vom internationalen Flughafen von Belgorod entfernt.